# ماريانو ميلجار
ماريانو ميلجار (بالإسبانية: Mariano Melgar)‏ هو شاعر بيروفي، ولد في 10 أغسطس 1791 في أريكيبا في بيرو، وتوفي في 12 مارس 1815 في Umachiri District ‏ في بيرو.

## وصلات خارجية
- ماريانو ميلجار على موقع ميوزك برينز (الإنجليزية)